# CBS Schoolbreak Special
CBS Schoolbreak Special è una serie televisiva statunitense in 64 episodi trasmessi per la prima volta nel corso di 13 stagioni dal 1984 al 1995.
È una serie di tipo antologico in cui ogni episodio rappresenta una storia a sé. Gli episodi sono storie di genere vario. Seguì a CBS Afternoon Playhouse (1979-1983).

## Interpreti
- Monica Calhoun (3 episodi, 1989-1995)
- Tammy Lauren (3 episodi, 1987-1993)
- Nick Angotti (3 episodi, 1986-1993)
- Beau Dremann (3 episodi, 1984-1988)
- Vince Vaughn (3 episodi, 1990-1991)
- James Marshall (3 episodi, 1986-1989)
- Sean Le Sure (3 episodi, 1992-1995)
- Dominic Oliver (3 episodi, 1986-1990)
- Khrystyne Haje (3 episodi, 1986-1992)
- Stephen Macht (2 episodi, 1984-1987)
- Josh Hamilton (2 episodi, 1985-1991)
- Peter Billingsley (2 episodi, 1990-1994)
- Justin Whalin (2 episodi, 1993)
- George Dzundza (2 episodi, 1984-1988)
- Bibi Besch (2 episodi, 1984)
- Timothy Gibbs (2 episodi, 1984)
- Roxana Zal (2 episodi, 1986-1992)
- Lori Loughlin (2 episodi, 1986-1988)
- Karen Petrasek (2 episodi, 1985-1987)
- Elinor Donahue (2 episodi, 1984-1988)
- Michael Durrell (2 episodi, 1986-1993)
- Allison Dean (2 episodi, 1989-1990)
- Claudia Wells (2 episodi, 1984-1986)
- Millie Perkins (2 episodi, 1986-1994)
- David Faustino (2 episodi, 1986-1992)
- Michael Landes (2 episodi, 1992)
- Christopher Collet (2 episodi, 1984-1991)
- Geoffrey Blake (2 episodi, 1984-1989)
- David Purdham (2 episodi, 1990-1994)
- Concetta Tomei (2 episodi, 1990-1992)
- Tito Ortiz (2 episodi, 1992-1993)
- Johann Carlo (2 episodi, 1984-1985)
- David Greenlee (2 episodi, 1985-1986)
- Anne Meara (2 episodi, 1987-1993)
- Darleen Carr (2 episodi, 1989-1993)
- Marcelino Sánchez (2 episodi, 1985)
- Michael Fairman (2 episodi, 1987-1989)
- Manfred Melcher (2 episodi, 1987-1988)
- Alan Sader (2 episodi, 1988-1993)
- J. Trevor Edmond (2 episodi, 1990-1996)
- Shirley Jo Finney (2 episodi, 1989-1992)
- James Calvert (2 episodi, 1984-1992)
- Fernando López (2 episodi, 1991-1992)
- Anne Gee Byrd (2 episodi, 1984-1989)
- Matthew Faison (2 episodi, 1987)
- Danny Zorn (2 episodi, 1991-1992)
- Alix Elias (2 episodi, 1984-1994)
- Lauren Woodland (2 episodi, 1987-1989)
- Raymond Singer (2 episodi, 1987-1988)
- Ilario Pantano (2 episodi, 1994)
- Israel Juarbe (2 episodi, 1984-1985)
- R.D. Robb (2 episodi, 1994-1995)
- Nita Whitaker (2 episodi, 1990-1992)
- Marty McGaw (2 episodi, 1991-1993)
- Charles Stransky (2 episodi, 1989)
- Kevin Sifuentes (2 episodi, 1985-1989)
- Holly Dorff (2 episodi, 1987-1989)
- Gregory Paul Martin (2 episodi, 1989-1990)
- Gabriel Olds (2 episodi, 1992-1995)
- Nicole Eggert (2 episodi, 1984-1990)
- Richard Moll (2 episodi, 1992)
- Gloria Carlin (2 episodi, 1989-1993)

## Produzione
La serie fu prodotta da CBS Schoolbreak Special Telefilm. Le musiche furono composte da Dan Slider e Misha Segal e Brent Havens.

### Registi
Tra i registi sono accreditati:
- David J. Eagle in 5 episodi (1992-1996)
- Joanna Lee in 4 episodi (1984-1990)
- Susan Rohrer in 4 episodi (1988-1993)
- Bradley Wigor in 3 episodi (1989-1994)
- Michael Toshiyuki Uno in 2 episodi (1985)
- Strathford Hamilton in 2 episodi (1991-1992)

### Sceneggiatori
Tra gli sceneggiatori sono accreditati:
- Paul W. Cooper in 8 episodi (1984-1991)
- Joanna Lee in 4 episodi (1984-1990)
- Alan L. Gansberg in 4 episodi (1986-1993)
- Cynthia A. Cherbak in 3 episodi (1984-1990)
- Barry Dantzscher in 3 episodi (1985-1990)
- Joseph Maurer in 3 episodi (1987-1994)
- Susan Rohrer in 3 episodi (1988-1993)
- Betty G. Birney in 3 episodi (1991-1995)
- Pamela Douglas in 3 episodi (1992-1995)
- Jeffrey Auerbach in 2 episodi (1986-1988)
- Kathryn Montgomery in 2 episodi (1986-1988)
- David J. Eagle in 2 episodi (1992-1995)
- Carol Starr Schneider in 2 episodi (1992-1994)
- Bruce Harmon in 2 episodi (1993-1994)

## Distribuzione
La serie fu trasmessa negli Stati Uniti dal 24 gennaio 1984 al 23 gennaio 1996 sulla rete televisiva CBS.

## Episodi
| Stagione             | Episodi | Prima TV USA |
| -------------------- | ------- | ------------ |
| Prima stagione       | 4       | 1984         |
| Seconda stagione     | 6       | 1984-1985    |
| Terza stagione       | 4       | 1985-1986    |
| Quarta stagione      | 7       | 1986-1987    |
| Quinta stagione      | 4       | 1987-1988    |
| Sesta stagione       | 6       | 1988-1989    |
| Settima stagione     | 6       | 1989-1990    |
| Ottava stagione      | 5       | 1990-1991    |
| Nona stagione        | 5       | 1991-1992    |
| Decima stagione      | 5       | 1992-1993    |
| Undicesima stagione  | 4       | 1993-1994    |
| Dodicesima stagione  | 6       | 1994-1995    |
| Tredicesima stagione | 3       | 1995-1996    |